# Lijst van oorlogsmonumenten in Midden-Drenthe
De Nederlandse gemeente Midden-Drenthe heeft 26 oorlogsmonumenten. Hieronder een overzicht.
| Nr.  | Object                                                  | Herdachte groep | Ontwerper                                                  | Onthulling       | Type                | Locatie                             | Plaats                                                                                             | Coördinaten                   | Foto                                                    |
| ---- | ------------------------------------------------------- | --- | ---------------------------------------------------------- | ---------------- | ------------------- | ----------------------------------- | -------------------------------------------------------------------------------------------------- | ----------------------------- | ------------------------------------------------------- |
| 566  | Herdenkingskruis                                        | burgerslachtoffers |                                                            |                  | Kruis               | Moraineweg, 9417 TB                 | Spier                                                                                              | 52° 49' 21" NB, 6° 28' 10" OL | Meer afbeeldingen                                       |
| 567  | Joods monument                                          | vervolgden Nederland |                                                            |                  | gedenksteen         | Hoofdweg, 9422 AE                   | Smilde                                                                                             | 52° 56' 57" NB, 6° 26' 44" OL | Meer afbeeldingen                                       |
| 568  | Monument voor Antoine Treis                             | geallieerde (Franse) militair |                                                            |                  | Kruis               | Oranjekanaal                        | Hoogersmilde                                                                                       | 52° 51' 12" NB, 6° 39' 43" OL | Meer afbeeldingen                                       |
| 569  | Gedenkraam Westerbork                                   | overig | Nico Schrier                                               |                  | glas-in-lood        | Oosthalen 8, 9414 TG                | Hooghalen                                                                                          | 52° 55' 18" NB, 6° 34' 12" OL | Meer afbeeldingen                                       |
| 882  | Herinneringscentrum Kamp Westerbork                     | vervolgden Nederland, verzet Nederland |                                                            | 12 april 1983    | overig              | Oosthalen 8, 9414 TG                | Hooghalen                                                                                          | 52° 55' 18" NB, 6° 34' 12" OL | Meer afbeeldingen                                       |
| 883  | Tekens in Westerbork                                    | vervolgden Nederland, verzet Nederland | Victor Levie                                               | 11 maart 2001    | gedenksteen         | Oosthalen 8, 9414 TG                | Hooghalen                                                                                          | 52° 55' 18" NB, 6° 34' 12" OL | Meer afbeeldingen                                       |
| 884  | Voormalig Kamp Westerbork                               | vervolgden Nederland, verzet Nederland |                                                            | 16 juni 1992     | overig              | Oosthalen 8, 9414 TG                | Hooghalen                                                                                          | 52° 55' 18" NB, 6° 34' 12" OL | Voormalig Kamp Westerbork                               |
| 885  | Verzetsgraf                                             | verzet Nederland | Stichting 1940-1945 Provincie Drenthe                      | 3 mei 1949       | begraafplaats/graf  | Oosthalen 8, 9414 TG                | Hooghalen                                                                                          | 52° 55' 18" NB, 6° 34' 12" OL | Meer afbeeldingen                                       |
| 886  | Jerusalem Stone                                         | vervolgden Nederland, verzet Nederland |                                                            | 3 maart 1993     | gedenksteen         | Oosthalen 8, 9414 TG                | Hooghalen                                                                                          | 52° 55' 18" NB, 6° 34' 12" OL | Meer afbeeldingen                                       |
| 987  | Monument Oranjekanaal Noordzijde                        | geallieerde militairen |                                                            |                  | Kruis               | Oranjekanaal Noordzijde 47, 9441 TC | Orvelte                                                                                            | 52° 51' 7" NB, 6° 39' 46" OL  |                                                         |
| 988  | Monument voor Jean Salomo Simons en Claudius Campan     | geallieerde militairen |                                                            |                  | plaquette           | Oude Postweg 8, 9417 TG             | Spier                                                                                              | 52° 49' 6" NB, 6° 28' 1" OL   | Monument voor Jean Salomo Simons en Claudius Campan     |
| 992  | Indië-monument                                          | militairen in dienst van het Ned. Kon. na 1945                                                                                                 |                                                            | 26 augustus 1997 | gedenksteen         | Kerkhoflaan 12, 9431 AA             | Westerbork                                                                                         | 52° 51' 7" NB, 6° 36' 35" OL  | Meer afbeeldingen                                       |
| 1134 | Monument aan het Oranjekanaal                           | geallieerde militairen |                                                            |                  | gedenksteen         | Oranjekanaal, 9416 TA               | Oranje                                                                                             | 52° 54' 50" NB, 6° 25' 1" OL  | Meer afbeeldingen                                       |
| 1135 | Plaquette in het NS-station                             | verzet Nederland |                                                            | 4 maart 1948     | plaquette           | Stationslaan 9, 9411 PS             | Beilen                                                                                             | 52° 51' 16" NB, 6° 31' 13" OL | Meer afbeeldingen                                       |
| 1165 | Indië-monument                                          | militairen in dienst van het Ned. Kon. na 1945                                                                                                 | Onno de Ruijter                                            | 4 september 1998 | beeld/sculptuur     | A.M. Sorgstraat, 9422 EA            | Smilde                                                                                             | 52° 56' 54" NB, 6° 26' 48" OL | Indië-monument                                          |
| 1166 | Verzetsmonument                                         | verzet Nederland | Wim van Hoorn                                              | 13 april 1948    | begraafplaats/graf  | Hoofdweg 24, 9422 AG                | Smilde                                                                                             | 52° 57' 14" NB, 6° 27' 1" OL  | Meer afbeeldingen                                       |
| 1167 | Monument aan de Esweg                                   | militairen in dienst van het Ned. Kon. 1940-1945                                                                                               |                                                            | 31 augustus 1950 | gedenksteen         | Esweg, 9411 AK                      | Beilen                                                                                             | 52° 51' 46" NB, 6° 30' 50" OL | Meer afbeeldingen                                       |
| 1168 | Monument voor Canadese Militairen                       | geallieerde militairen | Fri Heil                                                   |                  | gedenksteen         | Middendorp, 9414 AT                 | Hooghalen                                                                                          | 52° 55' 11" NB, 6° 32' 38" OL | Meer afbeeldingen                                       |
| 1170 | IJzeren man                                             | militairen in dienst van het Ned. Kon. 1940-1945                                                                                               | Fri Heil                                                   | 31 augustus 1950 | beeld/sculptuur     | Torenlaan 14, 9411 KE               | Beilen                                                                                             | 52° 51' 28" NB, 6° 30' 51" OL | Meer afbeeldingen                                       |
| 1171 | Indië-monument                                          | militairen in dienst van het Ned. Kon. na 1945                                                                                                 | Onno de Ruijter                                            |                  | Kruis               | Torenlaan 16, 9411 KE               | Beilen                                                                                             | 52° 51' 28" NB, 6° 30' 50" OL | Indië-monument                                          |
| 1859 | De 102.000 stenen                                       | vervolgden Nederland, verzet Nederland | J.A. Gilbert, P.A. Ritmeijer                               | 16 juni 1992     | overig              | Oosthalen 8, 9414 TG                | Hooghalen                                                                                          | 52° 54' 58" NB, 6° 36' 30" OL | Meer afbeeldingen                                       |
| 2055 | Nationaal Monument Westerbork                           | vervolgden Nederland, verzet Nederland | Ralph Prins                                                | 4 mei 1970       | overig              | Oosthalen 8, 9414 TG                | Hooghalen                                                                                          | 52° 55' 18" NB, 6° 34' 12" OL | Meer afbeeldingen                                       |
| 3166 | Joods monument                                          | vervolgden Nederland |                                                            |                  | plaquette           | Raadhuisplein 1, 9411 NB            | Beilen                                                                                             | 52° 51' 38" NB, 6° 30' 51" OL |                                                         |
| 3354 | De Vlag                                                 | algemeen, geallieerde militairen, militairen in dienst van het Ned. Kon. 1940-1945, burgerslachtoffers, vervolgden Nederland, verzet Nederland | Armando ('De Vlag'), Charles Hammes ('Du ciel la liberté') | 25 april 2004    | beeld/sculptuur     | Hoofdstraat 21, 9431 AB             | Westerbork                                                                                         | 52° 51' 2" NB, 6° 36' 35" OL  | Meer afbeeldingen                                       |
| 3428 | Bevroren Tranen                                         | vervolgden Nederland, verzet Nederland | Truus Menger-Oversteegen                                   | 1 december 2001  | beeld/sculptuur     | Oosthalen 8, 9414 TG                | Hooghalen                                                                                          | 52° 55' 16" NB, 6° 34' 11" OL | Meer afbeeldingen                                       |
| 3852 | Monument voor John Kibzey                               | Geallieerde militairen |                                                            | 4 april 2015     | gedenksteen         | Oranjekanaal Noordzijde 12, 9433 TD | Zwiggelte                                                                                          |                               | Monument voor John Kibzey                               |
|      | Graf van Lukas Bosman                                   | militairen in dienst van het Ned. Kon. 1940-1945                                                                                               |                                                            |                  | grafmonument        | Gem. Begraafplaats                  | Hijken                                                                                             |                               | Graf van Lukas Bosman                                   |
|      | Maple Leaf, bevrijdingsmonument Beilen (twee bushokjes) | algemeen | Onno de Ruijter                                            | 12 April 1995    | bevrijdingsmonument | Asserweg                            | Beilen                                                                                             |                               | Maple Leaf, bevrijdingsmonument Beilen (twee bushokjes) |
|      | Monument voor Roma en Sinti (Westerbork)                | vervolgden Nederland | Ayla Corstanje-Uncu                                        | 16 mei 2024      | sculptuur           | Kerkweg / Hoofdstraat               | Westerbork                                                                                         |                               |                                                         |
|      | Stolpersteine                                           | vervolgden Nederland | Gunter Demnig                                              |                  | plaquette           | Zie Stolpersteine in Midden-Drenthe | Beilen, Bovensmilde, Drijber, Elp, Hoogersmilde, Hooghalen, Smilde, Westerbork, Wijster, Zwiggelte |                               | Meer afbeeldingen                                       |

Aa en Hunze ·
Assen ·
Borger-Odoorn ·
Coevorden ·
De Wolden ·
Emmen ·
Hoogeveen ·
Meppel ·
Midden-Drenthe ·
Noordenveld ·
Tynaarlo ·
Westerveld